# Hyloxalus aeruginosus
Espèce
Synonymes
- Colostethus aeruginosus Duellman, 2004

Statut de conservation UICN

 DD  : Données insuffisantes
Hyloxalus aeruginosus est une espèce d'amphibiens de la famille des Dendrobatidae.

## Répartition
Cette espèce est endémique de la province de Rioja dans la région de San Martín au Pérou. Elle se rencontre de 1 980 à 2 180 m d'altitude sur le versant Est de la cordillère Centrale.

## Description
Les mâles mesurent jusqu'à 25,0 mm et les femelles jusqu'à 29,2 mm.

## Publication originale
- Duellman, 2004 : Frogs of the genus Colostethus (Anura, Dendrobatidae) in the Andes of northern Peru. Scientific Papers of the Natural History Museum, University of Kansas, no 35, p. 1-49.